# Ministri dell'interno del Belgio
I ministri degli affari interni del Belgio dal 1831 ad oggi sono i seguenti.

## Lista
| Ministro            | Ministro          | Ministro                                    | Partito                                     | Governo                    | Mandato               | Mandato           | Monarca                                   |
| Ministro            | Ministro          | Ministro                                    | Partito                                     | Governo                    | Inizio                | Fine              | Monarca                                   |
| ------------------- | ----------------- | ------------------------------------------- | ------------------------------------------- | -------------------------- | --------------------- | ----------------- | ----------------------------------------- |
| Affari interni      |                   |                                             |                                             |                            |                       |                   |                                           |
|                     |                   | Jean-François Tielemans (1799-1888)         | Indipendente liberale                       | de Gerlache                | 26 febbraio 1831      | 23 marzo 1831     | Erasmo Luigi Surlet de Chokier (reggente) |
|                     |                   | Etienne de Sauvage (1789-1967)              | Indipendente liberale                       | Lebeau I                   | 23 marzo 1831         | 24 luglio 1831    | Erasmo Luigi Surlet de Chokier (reggente) |
| de Muelenaere       | 24 luglio 1831    | Etienne de Sauvage (1789-1967)              | Indipendente liberale                       | 3 agosto 1831              | Leopoldo I del Belgio |                   |                                           |
| de Muelenaere       |                   |                                             | Charles de Brouckère (1796-1860)            | Indipendente liberale      | Leopoldo I del Belgio | 3 agosto 1831     | 16 agosto 1831                            |
| de Muelenaere       |                   |                                             | Théodore Teichmann (ad interim) (1788-1867) | Indipendente               | Leopoldo I del Belgio | 16 agosto 1831    | 12 novembre 1831                          |
| de Muelenaere       |                   |                                             | Isidore Fallon (1780-1861)                  | Indipendente liberale      | Leopoldo I del Belgio | 12 novembre 1831  | 21 novembre 1831                          |
| de Muelenaere       |                   |                                             | Barthélemy de Theux de Meylandt (1794-1874) | Indipendente confessionale | Leopoldo I del Belgio | 21 novembre 1831  | 20 ottobre 1832                           |
|                     |                   | Charles Rogier (1800-1885)                  | Indipendente liberale                       | Goblet d'Alviella          | Leopoldo I del Belgio | 20 ottobre 1832   | 4 agosto 1834                             |
|                     |                   | Barthélemy de Theux de Meylandt (1794-1874) | Indipendente confessionale                  | de Theux de Meylandt I     | Leopoldo I del Belgio | 4 agosto 1834     | 18 aprile 1840                            |
|                     |                   | Charles Liedts (1802-1878)                  | Indipendente liberale                       | Lebeau II                  | Leopoldo I del Belgio | 18 aprile 1840    | 13 aprile 1841                            |
|                     |                   | Jean-Baptiste Nothomb (1805-1881)           | Indipendente liberale                       | Nothomb                    | Leopoldo I del Belgio | 13 aprile 1841    | 19 giugno 1845                            |
|                     |                   | Jules d'Anethan (ad interim) (1803-1888)    | Indipendente confessionale                  | Nothomb                    | Leopoldo I del Belgio | 19 giugno 1845    | 30 luglio 1845                            |
|                     |                   | Sylvain Van de Weyer (1802-1874)            | Indipendente liberale                       | Van de Weyer               | Leopoldo I del Belgio | 30 luglio 1845    | 31 marzo 1846                             |
|                     |                   | Barthélemy de Theux de Meylandt (1794-1874) | Indipendente confessionale                  | de Theux de Meylandt II    | Leopoldo I del Belgio | 31 marzo 1846     | 12 agosto 1847                            |
|                     |                   | Charles Rogier (1800-1885)                  | Partito Liberale                            | Rogier I                   | Leopoldo I del Belgio | 12 agosto 1847    | 31 ottobre 1852                           |
|                     |                   | Ferdinand Piercot (1797-1877)               | Partito Liberale                            | de Brouckère               | Leopoldo I del Belgio | 31 ottobre 1852   | 30 marzo 1855                             |
|                     |                   | Pierre de Decker (1812-1891)                | Indipendente confessionale                  | de Decker                  | Leopoldo I del Belgio | 30 marzo 1855     | 9 novembre 1857                           |
|                     |                   | Charles Rogier (1800-1885)                  | Partito Liberale                            | Rogier II                  | Leopoldo I del Belgio | 9 novembre 1857   | 26 ottobre 1861                           |
|                     |                   | Alphonse Vandenpeereboom (1812-1884)        | Partito Liberale                            | Rogier II                  | 26 ottobre 1861       | 3 gennaio 1868    | Leopoldo II del Belgio                    |
|                     |                   | Eudore Pirmez (1830-1890)                   | Partito Liberale                            | Frère-Orban I              | 3 gennaio 1868        | 2 luglio 1870     | Leopoldo II del Belgio                    |
|                     |                   | Joseph Kervyn de Lettenhove (1817-1891)     | Partito Cattolico                           | d'Anethan                  | 2 luglio 1870         | 7 dicembre 1871   | Leopoldo II del Belgio                    |
|                     |                   | Charles Delcour (1811-1889)                 | Partito Cattolico                           | Malou I                    | 7 dicembre 1871       | 19 giugno 1878    | Leopoldo II del Belgio                    |
|                     |                   | Gustave Rolin-Jaequemyns (1835-1902)        | Partito Liberale                            | Frère-Orban II             | 19 giugno 1878        | 16 giugno 1884    | Leopoldo II del Belgio                    |
|                     |                   | Victor Jacobs (1838-1891)                   | Partito Cattolico                           | Malou II                   | 16 giugno 1884        | 26 ottobre 1884   | Leopoldo II del Belgio                    |
|                     |                   | Joseph Devolder (1842-1919)                 | Partito Cattolico                           | Beernaert                  | 26 ottobre 1884       | 24 ottobre 1887   | Leopoldo II del Belgio                    |
|                     |                   | Joseph Thonissen (1816-1891)                | Partito Cattolico                           | Beernaert                  | 24 ottobre 1887       | 6 novembre 1890   | Leopoldo II del Belgio                    |
|                     |                   | Ernest Mélot (1840-1910)                    | Partito Cattolico                           | Beernaert                  | 6 novembre 1890       | 2 marzo 1891      | Leopoldo II del Belgio                    |
|                     |                   | Jules de Burlet (1844-1897)                 | Partito Cattolico                           | Beernaert                  | 2 marzo 1891          | 26 marzo 1894     | Leopoldo II del Belgio                    |
| de Burlet           | 26 marzo 1894     | Jules de Burlet (1844-1897)                 | Partito Cattolico                           | 25 maggio 1895             |                       |                   | Leopoldo II del Belgio                    |
| de Burlet           |                   |                                             | Frans Schollaert (1851-1917)                | Partito Cattolico          | 25 maggio 1895        | 25 febbraio 1896  | Leopoldo II del Belgio                    |
| de Smet de Naeyer I | 25 febbraio 1896  | 24 gennaio 1899                             | Frans Schollaert (1851-1917)                | Partito Cattolico          |                       |                   | Leopoldo II del Belgio                    |
| Vandenpeereboom     | 24 gennaio 1899   | 5 agosto 1899                               | Frans Schollaert (1851-1917)                | Partito Cattolico          |                       |                   | Leopoldo II del Belgio                    |
|                     |                   | Jules de Trooz (1857-1907)                  | Partito Cattolico                           | de Smet de Naeyer II       | 5 agosto 1899         | 2 maggio 1907     | Leopoldo II del Belgio                    |
| de Trooz            | 2 maggio 1907     | Jules de Trooz (1857-1907)                  | Partito Cattolico                           | 31 dicembre1907 †          |                       |                   | Leopoldo II del Belgio                    |
| de Trooz            |                   |                                             | Julien Liebaert (ad interim) (1848-1930)    | Partito Cattolico          | 1° gennaio 1908       | 9 gennaio 1908    | Leopoldo II del Belgio                    |
|                     |                   | Frans Schollaert (1851-1917)                | Partito Cattolico                           | Schollaert                 | 9 gennaio 1908        | 5 settembre 1910  | Leopoldo II del Belgio                    |
|                     |                   | Paul Berryer (1868-1936)                    | Partito Cattolico                           | Schollaert                 | 5 settembre 1910      | 17 giugno 1911    | Alberto I del Belgio                      |
| de Broqueville I    | 17 giugno 1911    | Paul Berryer (1868-1936)                    | Partito Cattolico                           | 18 gennaio 1916            |                       |                   | Alberto I del Belgio                      |
| de Broqueville II   | 18 gennaio 1916   | Paul Berryer (1868-1936)                    | Partito Cattolico                           | 1º giugno 1918             |                       |                   | Alberto I del Belgio                      |
| Cooreman            | 1º giugno 1918    | Paul Berryer (1868-1936)                    | Partito Cattolico                           | 21 novembre 1918           |                       |                   | Alberto I del Belgio                      |
|                     |                   | Charles de Broqueville (1860-1940)          | Partito Cattolico                           | Delacroix I                | 21 novembre 1918      | 18 novembre 1919  | Alberto I del Belgio                      |
|                     |                   | Albéric Ruzette (ad interim) (1866-1929)    | Partito Cattolico                           | Delacroix I                | 18 novembre 1919      | 2 dicembre 1919   | Alberto I del Belgio                      |
|                     |                   | Jules Renkin (1862-1934)                    | Partito Cattolico                           | Delacroix II               | 2 dicembre 1919       | 2 giugno 1920     | Alberto I del Belgio                      |
|                     |                   | Henri Jaspar (1870-1939)                    | Partito Cattolico                           | Delacroix II               | 2 giugno 1920         | 20 novembre 1920  | Alberto I del Belgio                      |
|                     |                   | Henry Carton de Wiart (1869-1951)           | Partito Cattolico                           | Carton de Wiart            | 20 novembre 1920      | 16 dicembre 1921  | Alberto I del Belgio                      |
|                     |                   | Paul Berryer (1868-1936)                    | Unione Cattolica Belga                      | Theunis I                  | 16 dicembre 1921      | 11 marzo 1924     | Alberto I del Belgio                      |
|                     |                   | Prosper Poullet (1868-1937)                 | Unione Cattolica Belga                      | Theunis I                  | 11 marzo 1924         | 13 maggio 1925    | Alberto I del Belgio                      |
| Van de Vyvere       | 13 maggio 1925    | Prosper Poullet (1868-1937)                 | Unione Cattolica Belga                      | 17 giugno 1925             |                       |                   | Alberto I del Belgio                      |
|                     |                   | Edouard Rolin Jacquemyns (1863-1936)        | Partito Liberale                            | Poullet                    | 17 giugno 1925        | 20 maggio 1926    | Alberto I del Belgio                      |
|                     |                   | Henri Jaspar (1870-1939)                    | Unione Cattolica Belga                      | Jaspar I                   | 20 maggio 1926        | 18 gennaio 1927   | Alberto I del Belgio                      |
|                     |                   | Maurice Vauthier (1860-1931)                | Partito Liberale                            | Jaspar I                   | 18 gennaio 1927       | 22 novembre 1927  | Alberto I del Belgio                      |
|                     |                   | Albert Carnoy (1878-1961)                   | Unione Cattolica Belga                      | Jaspar II                  | 22 novembre 1927      | 19 ottobre 1929   | Alberto I del Belgio                      |
|                     |                   | Henri Baels (1878-1951)                     | Unione Cattolica Belga                      | Jaspar II                  | 19 ottobre 1929       | 18 maggio 1931    | Alberto I del Belgio                      |
|                     |                   | Henri Jaspar (1870-1939)                    | Unione Cattolica Belga                      | Jaspar II                  | 18 maggio 1931        | 15 giugno 1931    | Alberto I del Belgio                      |
|                     |                   | Jules Renkin (1862-1934)                    | Unione Cattolica Belga                      | Renkin                     | 15 giugno 1931        | 22 febbraio 1932  | Alberto I del Belgio                      |
|                     |                   | Henri Carton de Tournai (1878-1969)         | Unione Cattolica Belga                      | Renkin                     | 22 febbraio 1932      | 22 ottobre 1932   | Alberto I del Belgio                      |
|                     |                   | Prosper Poullet (1868-1937)                 | Unione Cattolica Belga                      | de Broqueville III         | 22 ottobre 1932       | 12 giugno 1934    | Alberto I del Belgio                      |
|                     |                   | Hubert Pierlot (1883-1965)                  | Unione Cattolica Belga                      | de Broqueville III         | 12 giugno 1934        | 29 novembre 1934  | Leopoldo III del Belgio                   |
| Theunis II          | 29 novembre 1934  | Hubert Pierlot (1883-1965)                  | Unione Cattolica Belga                      | 25 marzo 1935              |                       |                   | Leopoldo III del Belgio                   |
|                     |                   | Charles du Bus de Warnaffe (1894-1965)      | Unione Cattolica Belga                      | Van Zeeland I              | 25 marzo 1935         | 13 giugno 1936    | Leopoldo III del Belgio                   |
|                     |                   | August De Schryver (1898-1991)              | Unione Cattolica Belga                      | Van Zeeland II             | 13 giugno 1936        | 24 novembre 1937  | Leopoldo III del Belgio                   |
|                     |                   | Octave Dierckx (1882-1955)                  | Partito Liberale                            | Janson                     | 24 novembre 1937      | 15 maggio 1938    | Leopoldo III del Belgio                   |
|                     |                   | Joseph Merlot (1886-1959)                   | Partito Operaio Belga                       | Spaak I                    | 15 maggio 1938        | 22 febbraio 1939  | Leopoldo III del Belgio                   |
|                     |                   | Willem Eekelers (1883-1954)                 | Partito Operaio Belga                       | Pierlot I                  | 22 febbraio 1939      | 18 aprile 1939    | Leopoldo III del Belgio                   |
|                     |                   | Albert Devèze (1881-1959)                   | Partito Liberale                            | Pierlot II                 | 18 aprile 1939        | 3 settembre 1939  | Leopoldo III del Belgio                   |
| Pierlot III         | 3 settembre 1939  | Albert Devèze (1881-1959)                   | Partito Liberale                            | 5 gennaio 1940             |                       |                   | Leopoldo III del Belgio                   |
| Pierlot III         |                   |                                             | Arthur Vanderpoorten (1884-1945)            | Partito Liberale           | 5 gennaio 1940        | 23 agosto 1940    | Leopoldo III del Belgio                   |
| Pierlot III         | vacante           | vacante                                     | vacante                                     | vacante                    | 23 agosto 1940        | 23 ottobre 1940   | Leopoldo III del Belgio                   |
| Pierlot IV          | vacante           | vacante                                     | vacante                                     | vacante                    | 23 ottobre 1940       | 22 novembre 1940  | Leopoldo III del Belgio                   |
| Pierlot IV          |                   |                                             | Hubert Pierlot (1883-1965)                  | Blocco Cattolico           | 22 novembre 1940      | 1° maggio 1943    | Leopoldo III del Belgio                   |
| Pierlot IV          |                   |                                             | August De Schryver (1898-1991)              | Blocco Cattolico           | 1° maggio 1943        | 26 settembre 1944 | Leopoldo III del Belgio                   |
|                     |                   | Edmond Ronse (1889-1960)                    | Blocco Cattolico                            | Pierlot V                  | 26 settembre 1944     | 12 dicembre 1944  | Carlo Teodoro del Belgio (reggente)       |
| Pierlot VI          | 12 dicembre 1944  | Edmond Ronse (1889-1960)                    | Blocco Cattolico                            | 12 febbraio 1945           |                       |                   | Carlo Teodoro del Belgio (reggente)       |
|                     |                   | Adolphe Van Glabbeke (1904-1959)            | Partito Liberale                            | Van Acker I                | 12 febbraio 1945      | 2 agosto 1945     | Carlo Teodoro del Belgio (reggente)       |
| Van Acker II        | 2 agosto 1945     | Adolphe Van Glabbeke (1904-1959)            | Partito Liberale                            | 13 marzo 1946              |                       |                   | Carlo Teodoro del Belgio (reggente)       |
|                     |                   | Joseph Merlot (1886-1959)                   | Partito Socialista Belga                    | Spaak II                   | 13 marzo 1946         | 31 marzo 1946     | Carlo Teodoro del Belgio (reggente)       |
|                     |                   | Auguste Buisseret (1888-1965)               | Partito Liberale                            | Van Acker III              | 31 marzo 1946         | 3 agosto 1946     | Carlo Teodoro del Belgio (reggente)       |
| Huysmans            | 3 agosto 1946     | Auguste Buisseret (1888-1965)               | Partito Liberale                            | 20 marzo 1947              |                       |                   | Carlo Teodoro del Belgio (reggente)       |
|                     |                   | Piet Vermeylen (1904-1991)                  | Partito Socialista Belga                    | Spaak III                  | 20 marzo 1947         | 27 novembre 1948  | Carlo Teodoro del Belgio (reggente)       |
| Spaak IV            | 27 novembre 1948  | Piet Vermeylen (1904-1991)                  | Partito Socialista Belga                    | 11 agosto 1949             |                       |                   | Carlo Teodoro del Belgio (reggente)       |
|                     |                   | Albert de Vleeschauwer (1897-1971)          | Partito Sociale Cristiano                   | Eyskens I                  | 11 agosto 1949        | 8 giugno 1950     | Carlo Teodoro del Belgio (reggente)       |
| Duvieusart          | 8 giugno 1950     | Albert de Vleeschauwer (1897-1971)          | Partito Sociale Cristiano                   | 16 agosto 1950             |                       |                   | Carlo Teodoro del Belgio (reggente)       |
|                     |                   | Maurice Brasseur (1909-1996)                | Partito Sociale Cristiano                   | Pholien                    | 16 agosto 1950        | 15 gennaio 1952   | Carlo Teodoro del Belgio (reggente)       |
|                     |                   | Ludovic Moyersoen (1904-1992)               | Partito Sociale Cristiano                   | Van Houtte                 | 15 gennaio 1952       | 23 aprile 1954    | Baldovino del Belgio                      |
|                     |                   | Piet Vermeylen (1904-1991)                  | Partito Socialista Belga                    | Van Acker IV               | 23 aprile 1954        | 26 giugno 1958    | Baldovino del Belgio                      |
|                     |                   | Charles Héger (1902-1984)                   | Partito Sociale Cristiano                   | Eyskens II                 | 26 giugno 1958        | 6 novembre 1958   | Baldovino del Belgio                      |
|                     |                   | René Lefebvre (1893-1976)                   | Partito Liberale                            | Eyskens III                | 6 novembre 1958       | 25 aprile 1961    | Baldovino del Belgio                      |
|                     |                   | Arthur Gilson (1915-2004)                   | Partito Sociale Cristiano                   | Lefèvre                    | 25 aprile 1961        | 28 luglio 1965    | Baldovino del Belgio                      |
|                     |                   | Alfons Vranckx (1907-1979)                  | Partito Socialista Belga                    | Harmel                     | 28 luglio 1965        | 19 marzo 1966     | Baldovino del Belgio                      |
|                     |                   | Herman Vanderpoorten (1922-1984)            | Partito della Libertà e del Progresso       | Vanden Boeynants I         | 19 marzo 1966         | 17 giugno 1968    | Baldovino del Belgio                      |
|                     |                   | Lucien Harmegnies (1916-1994)               | Partito Socialista Belga                    | Eyskens IV                 | 17 giugno 1968        | 20 gennaio 1972   | Baldovino del Belgio                      |
|                     |                   | Renaat Van Elslande (1916-2000)             | Partito Popolare Cristiano                  | Eyskens V                  | 20 gennaio 1972       | 26 gennaio 1973   | Baldovino del Belgio                      |
|                     |                   | Edouard Close (1929-2017)                   | Partito Socialista Belga                    | Leburton I                 | 26 gennaio 1973       | 23 ottobre 1973   | Baldovino del Belgio                      |
| Leburton II         | 23 ottobre 1973   | Edouard Close (1929-2017)                   | Partito Socialista Belga                    | 25 aprile 1974             |                       |                   | Baldovino del Belgio                      |
|                     |                   | Charles Hanin (1914-2012)                   | Partito Social-Cristiano                    | Tindemans I                | 25 aprile 1974        | 11 giugno 1974    | Baldovino del Belgio                      |
|                     |                   | Joseph Michel (1925-2016)                   | Partito Social-Cristiano                    | Tindemans II               | 11 giugno 1974        | 7 marzo 1977      | Baldovino del Belgio                      |
| Tindemans III       | 7 marzo 1977      | Joseph Michel (1925-2016)                   | Partito Social-Cristiano                    | 3 giugno 1977              |                       |                   | Baldovino del Belgio                      |
|                     |                   | Rik Boel (1931-2020)                        | Partito Socialista Belga                    | Tindemans IV               | 3 giugno 1977         | 20 ottobre 1978   | Baldovino del Belgio                      |
| Vanden Boeynants II | 20 ottobre 1978   | Rik Boel (1931-2020)                        | Partito Socialista Belga                    | 3 aprile 1979              |                       |                   | Baldovino del Belgio                      |
|                     |                   | Georges Gramme (1926-1985)                  | Partito Social-Cristiano                    | Martens I                  | 3 aprile 1979         | 23 gennaio 1980   | Baldovino del Belgio                      |
| Martens II          | 23 gennaio 1980   | Georges Gramme (1926-1985)                  | Partito Social-Cristiano                    | 18 maggio 1980             |                       |                   | Baldovino del Belgio                      |
|                     |                   | Philippe Moureaux (1939-2018)               | Partito Socialista                          | Martens III                | 18 maggio 1980        | 22 ottobre 1980   | Baldovino del Belgio                      |
|                     |                   | Philippe Busquin (1941)                     | Partito Socialista                          | Martens IV                 | 22 ottobre 1980       | 6 aprile 1981     | Baldovino del Belgio                      |
| Eyskens             | 6 aprile 1981     | Philippe Busquin (1941)                     | Partito Socialista                          | 17 dicembre 1981           |                       |                   | Baldovino del Belgio                      |
|                     |                   | Charles-Ferdinand Nothomb (1936-2023)       | Partito Social-Cristiano                    | Martens V                  | 17 dicembre 1981      | 28 novembre 1985  | Baldovino del Belgio                      |
| Martens VI          | 28 novembre 1985  | Charles-Ferdinand Nothomb (1936-2023)       | Partito Social-Cristiano                    | 18 ottobre1986             |                       |                   | Baldovino del Belgio                      |
| Martens VI          |                   |                                             | Joseph Michel (1925-2016)                   | Partito Social-Cristiano   | 18 ottobre1986        | 21 ottobre 1987   | Baldovino del Belgio                      |
| Martens VII         | 21 ottobre 1987   | 9 maggio 1988                               | Joseph Michel (1925-2016)                   | Partito Social-Cristiano   |                       |                   | Baldovino del Belgio                      |
|                     |                   | Louis Tobback (1938)                        | Partito Socialista                          | Martens VIII               | 9 maggio 1988         | 29 settembre 1991 | Baldovino del Belgio                      |
| Martens IX          | 29 settembre 1991 | Louis Tobback (1938)                        | Partito Socialista                          | 7 marzo 1992               |                       |                   | Baldovino del Belgio                      |
| Dehaene I           | 7 marzo 1992      | Louis Tobback (1938)                        | Partito Socialista                          | 10 ottobre 1994            |                       |                   | Baldovino del Belgio                      |
| Dehaene I           |                   |                                             | Johan Vande Lanotte (1955)                  | Partito Socialista         | 10 ottobre 1994       | 23 giugno 1995    | Alberto II del Belgio                     |
| Dehaene II          | 23 giugno 1995    | 24 aprile 1998                              | Johan Vande Lanotte (1955)                  | Partito Socialista         |                       |                   | Alberto II del Belgio                     |
| Dehaene II          |                   |                                             | Louis Tobback (1938)                        | Partito Socialista         | 24 aprile 1998        | 26 settembre 1998 | Alberto II del Belgio                     |
| Dehaene II          |                   |                                             | Luc Van den Bossche (1947)                  | Partito Socialista         | 26 settembre 1998     | 12 luglio 1999    | Alberto II del Belgio                     |
|                     |                   | Antoine Duquesne (1941-2010)                | Movimento Riformatore                       | Verhofstadt I              | 12 luglio 1999        | 11 luglio 2003    | Alberto II del Belgio                     |
|                     |                   | Patrick Dewael (1955)                       | Liberali e Democratici Fiamminghi Aperti    | Verhofstadt II             | 11 luglio 2003        | 21 dicembre 2007  | Alberto II del Belgio                     |
| Verhofstadt III     | 21 dicembre 2007  | Patrick Dewael (1955)                       | Liberali e Democratici Fiamminghi Aperti    | 20 marzo 2008              |                       |                   | Alberto II del Belgio                     |
| Leterme I           | 20 marzo 2008     | Patrick Dewael (1955)                       | Liberali e Democratici Fiamminghi Aperti    | 30 dicembre 2008           |                       |                   | Alberto II del Belgio                     |
|                     |                   | Guido De Padt (1954)                        | Liberali e Democratici Fiamminghi Aperti    | Van Rompuy                 | 30 dicembre 2008      | 17 luglio 2009    | Alberto II del Belgio                     |
|                     |                   | Annemie Turtelboom (1967)                   | Liberali e Democratici Fiamminghi Aperti    | Van Rompuy                 | 17 luglio 2009        | 25 novembre 2009  | Alberto II del Belgio                     |
| Leterme II          | 25 novembre 2009  | Annemie Turtelboom (1967)                   | Liberali e Democratici Fiamminghi Aperti    | 6 dicembre 2011            |                       |                   | Alberto II del Belgio                     |
|                     |                   | Joëlle Milquet (1961)                       | Centro Democratico Umanista                 | Di Rupo                    | 6 dicembre 2011       | 22 luglio 2014    | Alberto II del Belgio                     |
|                     |                   | Melchior Wathelet (1977)                    | Centro Democratico Umanista                 | Di Rupo                    | 22 luglio 2014        | 11 ottobre 2014   | Filippo del Belgio                        |
|                     |                   | Jan Jambon (1960)                           | Nuova Alleanza Fiamminga                    | Michel I                   | 11 ottobre 2014       | 9 dicembre 2018   | Filippo del Belgio                        |
|                     |                   | Pieter De Crem (1962)                       | Cristiano-Democratici e Fiamminghi          | Michel II                  | 9 dicembre 2018       | 27 ottobre 2019   | Filippo del Belgio                        |
| Wilmès I            | 27 ottobre 2019   | Pieter De Crem (1962)                       | Cristiano-Democratici e Fiamminghi          | 17 marzo 2020              |                       |                   | Filippo del Belgio                        |
| Wilmès II           | 17 marzo 2020     | Pieter De Crem (1962)                       | Cristiano-Democratici e Fiamminghi          | 1º ottobre 2020            |                       |                   | Filippo del Belgio                        |
|                     |                   | Annelies Verlinden (1978)                   | Cristiano-Democratici e Fiamminghi          | De Croo                    | 1º ottobre 2020       | 3 febbraio 2025   | Filippo del Belgio                        |
|                     |                   | Bernard Quintin (1971)                      | Movimento Riformatore                       | De Wever                   | 3 febbraio 2025       | in carica         | Filippo del Belgio                        |

### Esplicative
1. ↑  Ad interim fino al 30 dicembre 1831, ricopre anche la carica di membro del gabinetto ristretto fino alla medesima data.
2. ↑  Ricopre anche le cariche di Capo di gabinetto e, dal 13 gennaio 1837, di Ministro degli affari esteri.
3. 1 2 3 4 5 6  Ricopre anche la carica di Capo di gabinetto.
4. ↑  Già Ministro della giustizia.
5. 1 2 3 4  Ricopre anche la carica di Ministro dell'istruzione pubblica.
6. ↑  Ricopre anche la carica di Ministro dell'istruzione pubblica e, dal 26 marzo 1894, di Capo di gabinetto.
7. ↑  Ricopre anche la carica di Ministro dell'istruzione pubblica e, dal 2 maggio 1907, di Capo di gabinetto.
8. ↑  Già Ministro delle finanze.
9. ↑  Ricopre anche le cariche di Capo di gabinetto e, dal 30 ottobre 1908 al 5 agosto 1910, di Ministro dell'agricoltura.
10. ↑  Già Ministro dell'agricoltura.
11. ↑  Ricopre anche la carica di Primo ministro.
12. 1 2 3 4 5 6 7 8  Ricopre anche la carica di Ministro della sanità.
13. 1 2 3  Ricopre anche le cariche di Primo ministro e di Ministro della sanità.
14. ↑  Ricopre anche le cariche di Ministro della sanità e di Ministro dell'agricoltura.
15. ↑  Ricopre anche le cariche di Ministro della sanità e, dal 17 dicembre 1932, di Ministro delle poste, dei telegrafi e della telefonia.
16. ↑  Ricopre anche le cariche di Primo ministro, di Ministro del lavoro e della previdenza sociale fino al 16 gennaio 1941, di Ministro dell'agricoltura, di Ministro dell'istruzione pubblica fino al 4 marzo 1942, di Ministro dei lavori pubblici, di Ministro della sanità, di Ministro della giustizia dal 4 marzo al 12 ottobre 1942 e di Ministro della difesa nazionale dal 12 ottobre 1942.
17. ↑  Ricopre anche la carica di Ministro dell'agricoltura dal 20 giugno 1944.
18. ↑  Ricopre anche la carica di Vice Primo ministro dal 3 settembre 1960.
19. ↑  Ricopre anche la carica di Ministro della funzione pubblica.
20. ↑  Ricopre anche le cariche di Ministro delle riforme istituzionali e, dal 23 gennaio 1980, di Ministro della politica scientifica.
21. ↑  Ricopre anche la carica di Ministro delle riforme istituzionali.
22. ↑  Ricopre anche la carica di Ministro dell'istruzione nazionale.
23. ↑  Ricopre anche le cariche di Vice Primo ministro, di Ministro della funzione pubblica e di Ministro della decentralizzazione.
24. ↑  Ricopre anche le cariche di Ministro della funzione pubblica e di Ministro della decentralizzazione.
25. ↑  Ricopre anche le cariche di Ministro della modernizzazione dei servizi pubblici e Ministro delle istituzioni nazionali culturali e scientifiche fino al 7 marzo 1992, e, dalla medesima data, di Ministro della funzione pubblica.
26. ↑  Ricopre anche le cariche di Ministro della funzione pubblica fino al 23 giugno 1995 e, dal 22 marzo 1995, di Vice Primo ministro.
27. ↑  Ricopre anche la carica di Vice Primo ministro.
28. ↑  Ricopre anche le cariche di Vice Primo ministro e, dal 1° giugno 1999, di Ministro della sanità.
29. ↑  Ricopre anche la carica di Vice Primo ministro fino al 21 dicembre 2007 e dal 20 marzo 2008.
30. 1 2  Ricopre anche le cariche di Vice Primo ministro e di Ministro per le pari opportunità.
31. ↑  Ricopre anche le cariche di Vice Primo ministro e di Ministro della sicurezza, con delega alla direzione degli edifici statali e, fino al 21 maggio 2015, alle politiche per le grandi città.
32. ↑  Ricopre anche la carica di Ministro della sicurezza, con delega al commercio estero dal 2 ottobre 2019.
33. ↑  Ricopre anche le cariche di Ministro delle riforme istituzionali e di Ministro del rinnovamento democratico.
34. ↑  Ricopre anche la carica di Ministro della sicurezza, con delega al Beliris.